# Джорджевич, Филип
Филип Джорджевич (серб. Филип Ђорђевић; 28 сентября 1987, Белград, СФРЮ) — сербский футболист, игравший на позиции нападающего.

## Клубная карьера
Филип Джорджевич — воспитанник футбольного клуба «Црвена звезда». За основной состав клуба дебютировал в сезоне 2005/06. Следующий сезон форвард провёл, выступая на правах аренды за «Рад» в Первой лиге. В первой половине сезона 2007/08 сыграл за «Црвену Звезду» 7 матчей, после чего был отдан в аренду французскому клубу «Нант», выступавшему в Лиге 2.
Нападающий впервые сыграл за французский клуб 11 января 2008 года в матче Лиги 2 против «Шатору», заменив Лоика Гийона на 62-й минуте встречи
.
11 февраля Джорджевич забил первый гол за новую команду, поразив ворота Стива Элана из «Бреста»
.
По итогам сезона «Нант» занял второе место в Лиге 2 и вышел в сильнейшую лигу Франции, а на счету Джорджевича оказалось 7 забитых мячей в 18 матчах. Летом 2008 года подписал контракт с «Нантом».
В матче против «Осера», сыгранном 9 августа 2008 года, дебютировал в Лиге 1; он заменил Орельяна Капу в перерыве встречи. Гол, забитый в ворота «Гавра» 29 ноября 2008 года, стал для Джорджевича первым в Лиге 1. Всего в сезоне Джорджевич сыграл 19 матчей и забил 2 гола, а его команда выбыла в Лигу 2, где нападающий и выступал до окончания сезона 2012/13, когда забил 20 мячей в 34 матчах чемпионата. Этот результат позволил сербу занять второе место в списке бомбардиров турнира (вслед за Мустафой Ятабаре из «Генгама»). «Нант» же занял третье место и вернулся в Лигу 1.
1 июля 2014 года на правах свободного агента подписал контракт с «Лацио». 1 июля 2018 года на правах свободного агента перешёл в «Кьево». 27 января 2019 года в матче против «Фиорентины» забил первый гол за новый клуб.

## Карьера в сборной
Филип Джорджевич имеет опыт выступлений за молодёжную сборную Сербии. Впервые был вызван в первую сборную Сербии в ноябре 2007 года на отборочный матч к чемпионату Европы против сборной Казахстана, но участия в игре не принимал. Форвард дебютировал в команде 14 ноября 2012 года в товарищеском матче со сборной Чили, заменив в перерыве встречи Марко Шчеповича. За второй тайм Джорджевич забил гол в ворота соперников и сделал голевую передачу на Филипа Джуричича.
В составе сборной Филип Джорджевич принимает участие в отборочном турнире к чемпионату мира 2014.

## Достижения
«Црвена звезда»
- Чемпион Сербии и Черногории: 2005/06
- Серебряный призёр чемпионата Сербии: 2007/08

«Нант»
- Серебряный призёр Лиге 2: 2007/08
- Бронзовый призёр Лиге 2: 2012/13

## Личная жизнь
11 ноября 2014 года сыграл свадьбу с сербской моделью Йованой Свония.

## Список матчей за сборную
| Матчи Джорджевича за сборную Сербии | Матчи Джорджевича за сборную Сербии | Матчи Джорджевича за сборную Сербии | Матчи Джорджевича за сборную Сербии | Матчи Джорджевича за сборную Сербии | Матчи Джорджевича за сборную Сербии | Матчи Джорджевича за сборную Сербии |
| ----------------------------------- | ----------------------------------- | ----------------------------------- | ----------------------------------- | ----------------------------------- | ----------------------------------- | ----------------------------------- |
| №                                   | Дата                                | Оппонент                            | Счёт                                | Голы Джорджевича                    | Соревнование                        |                                     |
| 1                                   | 14 ноября 2012                      | Чили                                | 3-1                                 | 1                                   | Товарищеский матч                   |                                     |
| 2                                   | 6 февраля 2013                      | Кипр                                | 3-1                                 | -                                   | Товарищеский матч                   |                                     |
| 3                                   | 22 марта 2013                       | Хорватия                            | 0-2                                 | -                                   | Отборочный матч ЧМ—2014             |                                     |
| 4                                   | 22 марта 2013                       | Шотландия                           | 2-0                                 | -                                   | Отборочный матч ЧМ—2014             |                                     |